# أنجيلو قسطنطين
أنجيلو قسطنطين هو لاعب البولنغ ‏ فلبيني، ولد في 1970، وتوفي في 11 يناير 2019.